# ソビエト宮殿

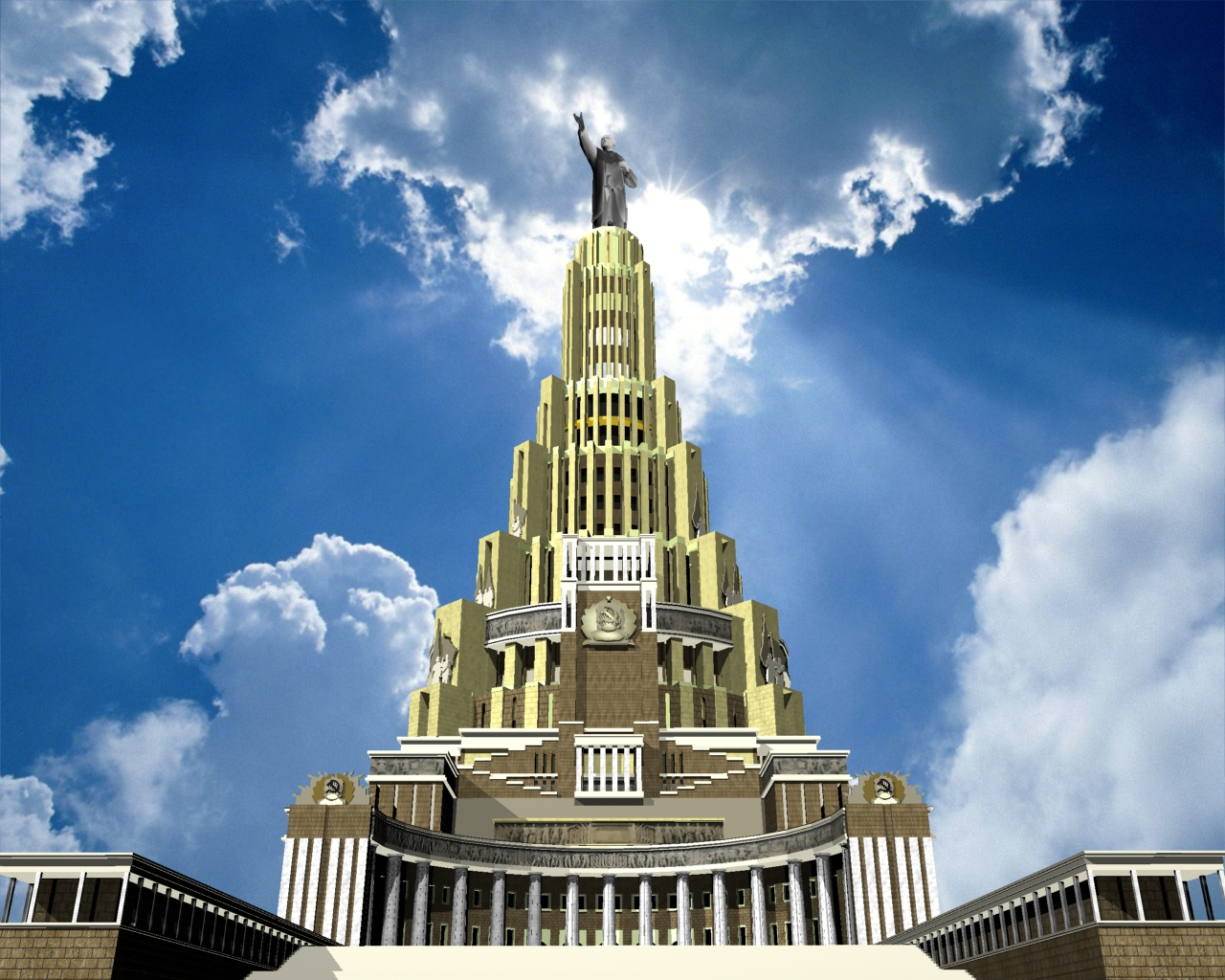
ソビエト宮殿の完成想像CG

ソビエト宮殿（ソビエトきゅうでん、ソビエト大宮殿、ロシア語: Дворец советов、英語：Palace of the Soviets）とは、ソビエト連邦時代のモスクワで、クレムリンの近くのモスクワ川に面した土地に計画された建築計画である。救世主ハリストス大聖堂を爆破解体した跡地に、会議場などが入る世界最大のビルが建設される予定だったが、ついに実現しないまま終わった。

## 設計
ソ連共産党の党大会議場となる「ソビエト宮殿」計画は1931年7月18日、イズヴェスチヤ紙に国際建築設計競技（コンペ）の要項が掲載された。
1932年に開催された設計コンペには、ソビエト国内の建築家・建築集団の他、招聘を受けた国外のモダニズム建築家の案を含む272の案が集まった。ソビエト国内からは、たとえばロシア構成主義の建築家コンスタンチン・メーリニコフや、研究所「ヴフテマス」を中心に集まった構成主義的な『アスノヴァ』（新建築家協会）、これに反発した社会学的・地域計画的アプローチを主とする『オサ』（現代建築家協会）、スターリン主義の先駆となる『ヴォプラ』（全ロシアプロレタリア建築家協会）などからの応募があった。国外からはル・コルビュジエ、ヴァルター・グロピウス、エーリヒ・メンデルゾーン、ハンス・ペルツィヒ、オーギュスト・ペレ、アルバート・カーンなどといったモダニズム建築家も応募し、とりわけコルビュジエの案は屋根の架構の露出など彼の経歴でももっとも構成主義的なものの一つであり、後世に多くの影響を与えた。
コンペ応募案

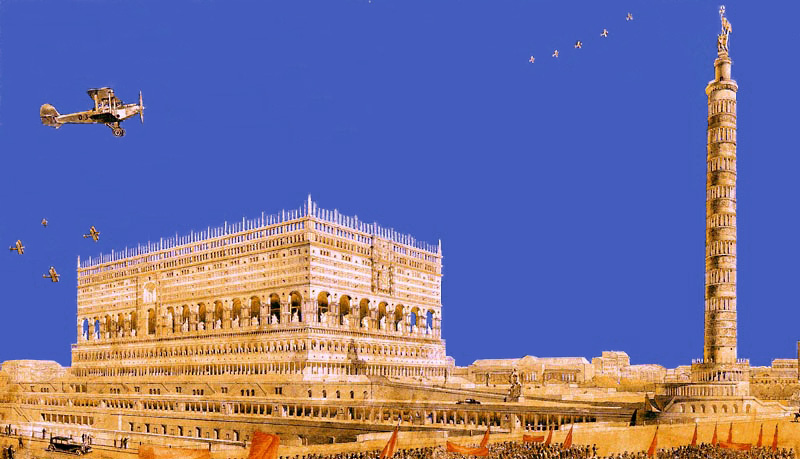
ルネサンス・リバイバル: ウラジミール・アレクセイエヴィッチ・シチューコによるドゥカーレ宮殿的な案

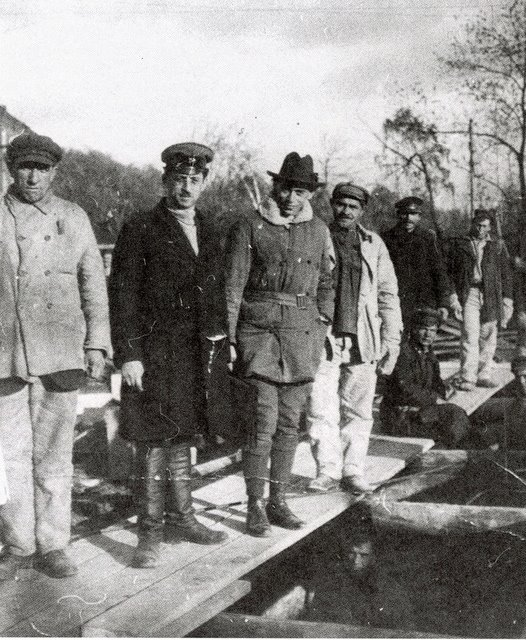
ボリス・イオファン（左から3人目）

しかしこれらの案を退け、ボリス・イオファンらロシア人2人とアメリカ人1人による計3案が同時に勝者に選ばれた。レーニン時代には公認されていたロシア・アヴァンギャルドに背を向け、新古典主義に基盤を置いた案だった。これにはレーニンと嗜好が違ったヨシフ・スターリンらの意向があった。国外建築家を招聘した設計コンペの時点からこの時点までに、スターリン自身の心変わりもあったとされる。さらに1932年春に15組の建築家を招待したコンペ、1932年夏から1933年春にかけての5組によるコンペの末、1933年5月10日にボリス・イオファンらの案が選ばれた。イオファンの勝利はソビエト建築史上の転換点となるものであり、ソビエト政府がモダニズムや構成主義といった前衛的な建築から、スターリン様式といわれる歴史主義建築・擬似古典主義的な様式へと方針を変えるきっかけとなった。
近年公開されたヨシフ・スターリンとラーザリ・カガノーヴィチの文通によれば、スターリンは1932年夏にすでにイオファン案に腹を固めていたと見られる。1932年8月7日のスターリンからカガノーヴィチらへの手紙では、イオファンの案を最高のものと認め、さらに「改善案」を出している。
- 主塔をもっと上へ伸ばし、最後は柱のようになるように（イオファン当初案のように）
- エッフェル塔と同程度か、それよりも高くするように
- 柱の頂上には明るく照らされた鎌とハンマーを飾るように
- レーニン、マルクス、エンゲルスの像をビル前に置くように

## イオファンらの案の変遷

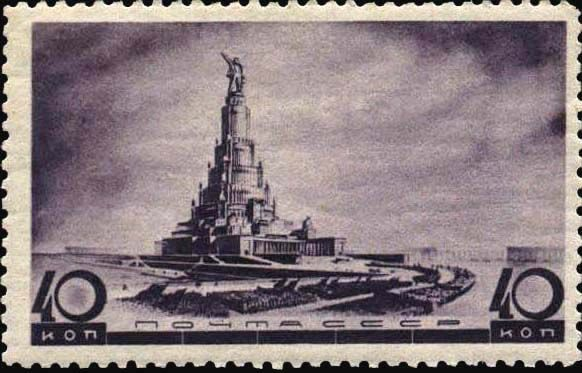
第1回ソビエト建築家会議を記念した、1937年発行の記念切手

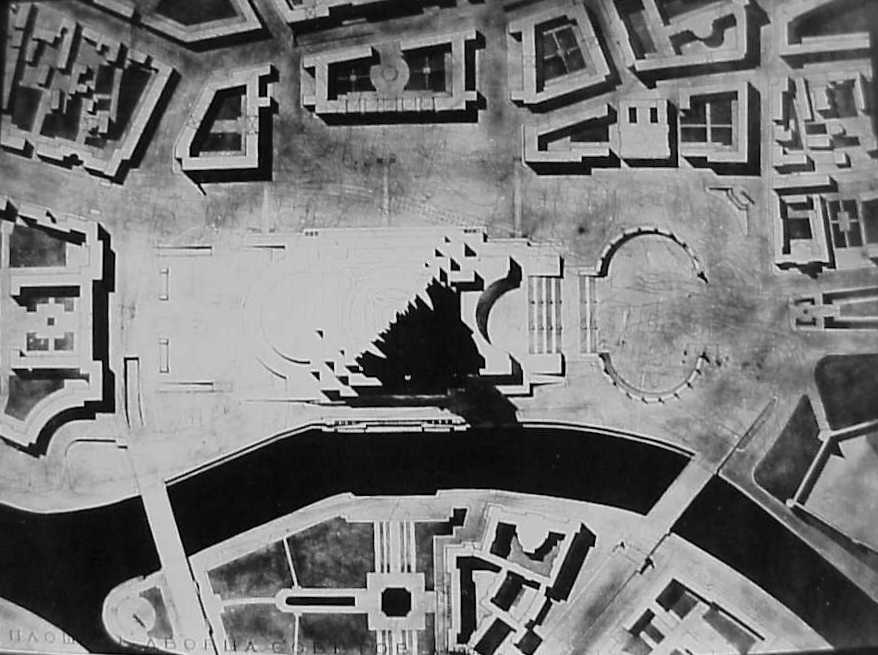
ソビエト宮殿の平面計画

イオファンの案はコンペ初期、古典主義的な長方形の中庭の両端に二つの構成主義的な大会堂が建ち、中庭中央に腕を振る労働者の像が乗った古典主義的な巨塔が立っていた。この案は、コンペ途中でウラジミール・ゲリフレイフやウラジーミル・シューコら新古典主義建築家が合流して練りこまれ、大きく姿を変える。1934年に公開された案では、二つの大会堂はケーキのように積み重なってしまい、建物頂上に手を上へ掲げた高さ100mの巨大なウラジーミル・レーニン像が立つ姿へと変わっていた。1937年にソ連を訪れたフランク・ロイド・ライトはこの構造を「現代の聖ゲオルギウス」になる試みと称賛している。
その下の超高層ビルは、宮殿に入る大階段のあるジッグラトのような基盤から列柱のある四角い階段状の構造体が立ち上がり、その上に柱廊に囲まれた高く太い円筒形の層が積み重なって、頂上に近づくにつれセットバックして細くなってゆく構造であり、まるでピーテル・ブリューゲルの描いたバベルの塔を思い起こさせる外観であった。
像の頂上までの高さの合計は415mを計画しており、エンパイア・ステート・ビルディングより高い、当時の世界最高の建築物となる予定であった。宮殿には大きさの異なる大会堂が二つ（主となる大会堂は座席数が21,000人分で、天井高は100m、直径160mという途方もない規模だった。小さい会堂も6,000人分の座席をそなえていた）と、いくつかの博物館・美術館が入居し、低層階と地下は自動車などからの乗降のための場所、倉庫、機械設備室が配置されていた。案は以後も手直しされ、高さは小さめに、デザインもアールデコ調を取り入れるなど変化している。宮殿は天に向かって伸びる巨大な梯子のような印象を与えるよう意図されていた。

## 建設

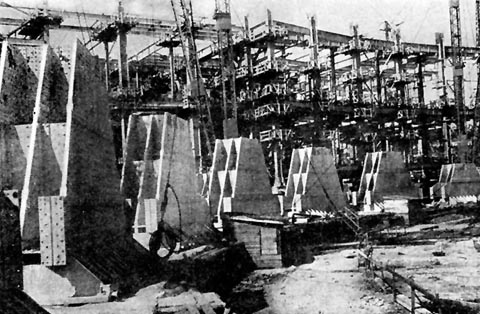
1940年段階のソビエト宮殿の建設状況

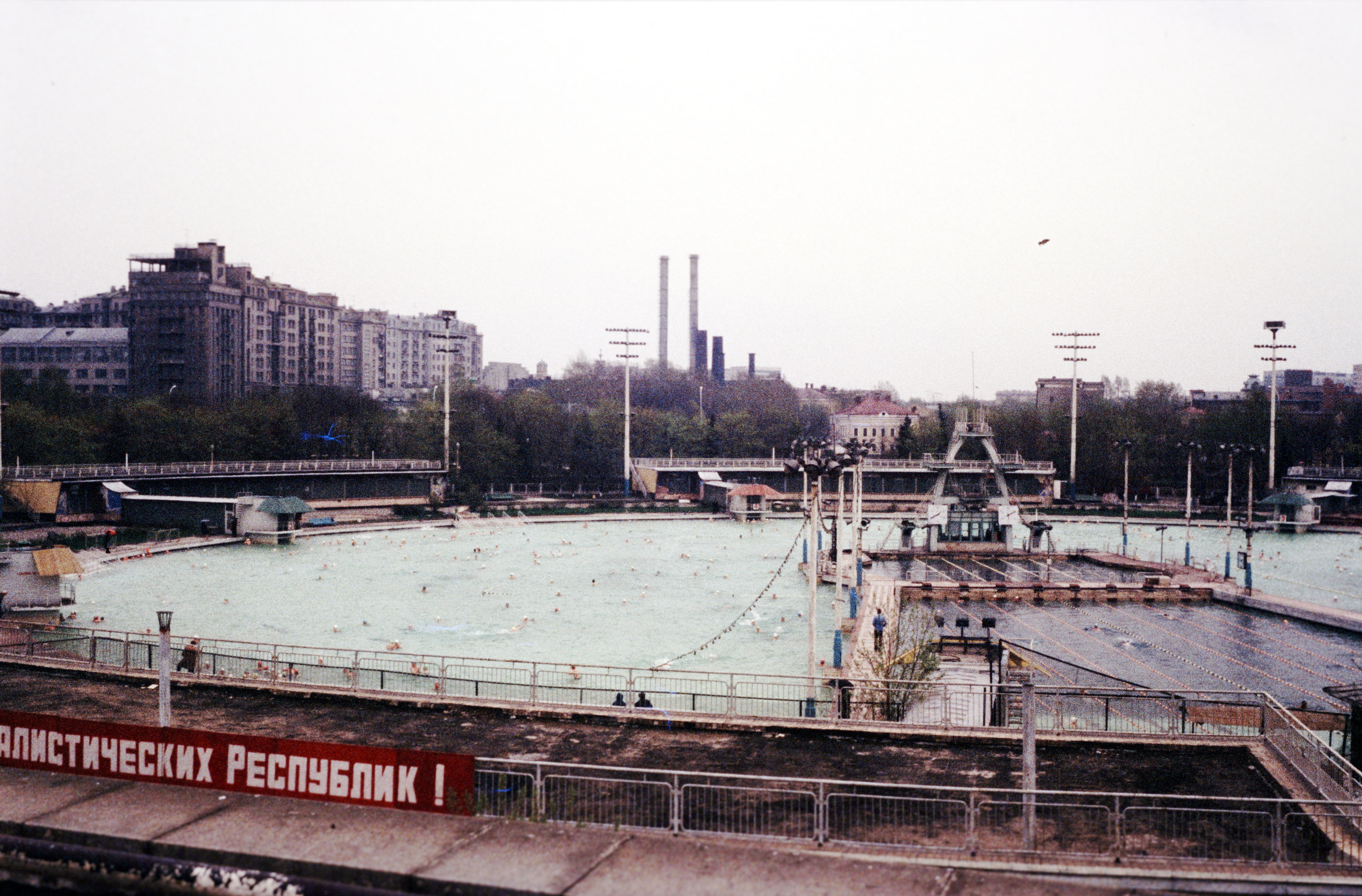
プール『モスクワ』

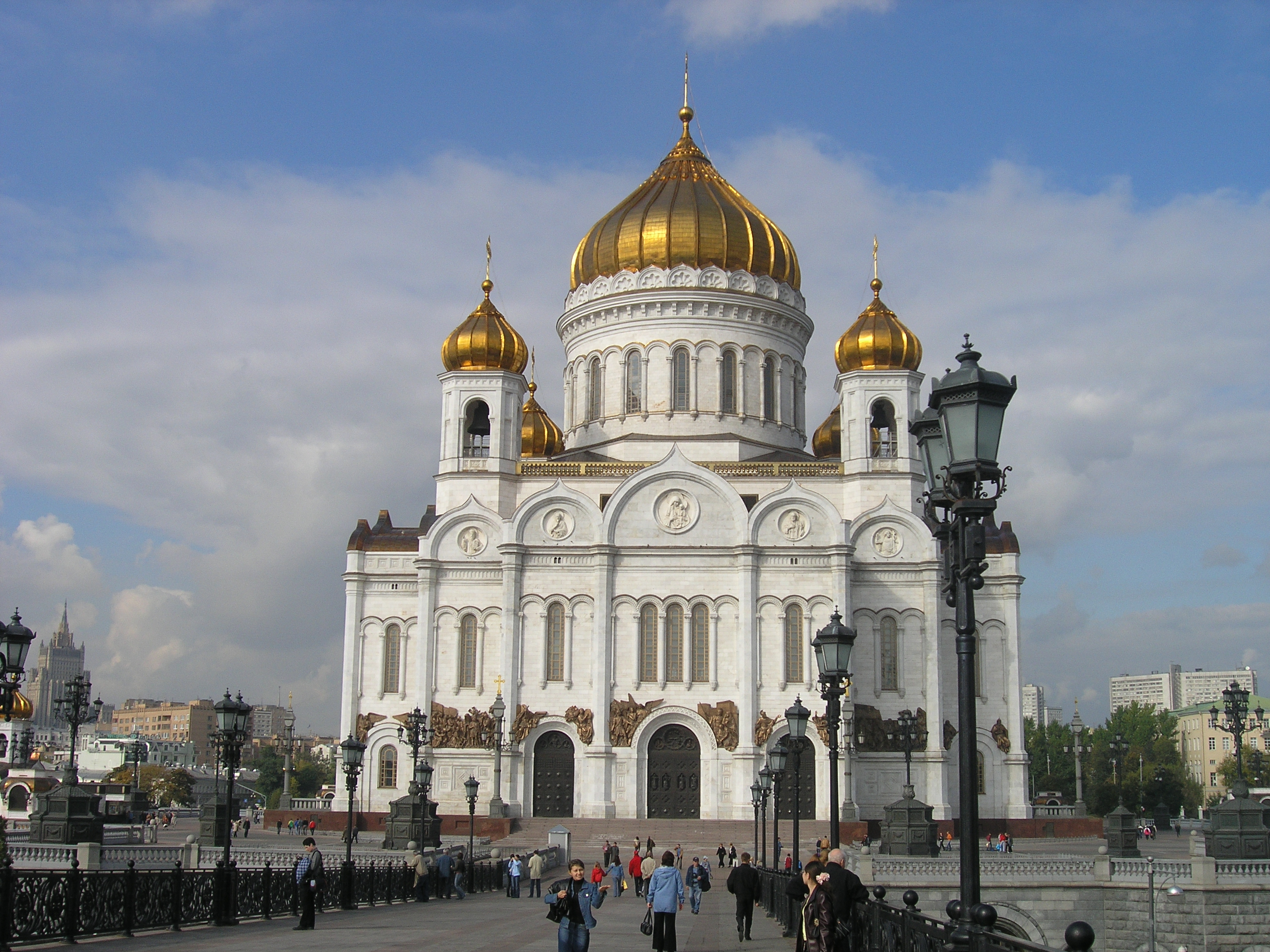
ソビエト宮殿が建設放棄された場所に、2000年に再建され復活した救世主ハリストス大聖堂

宮殿はモスクワ最大の教会であった救世主ハリストス大聖堂の敷地に建てられる予定となっていた。設計コンペが始まる前、1931年7月には教会の解体作業が始まり、1931年12月5日には爆破作業によって教会の構造体は完全に破壊された。しかし、敷地の隣を流れるモスクワ川からの地下水の浸出によって、地下へ8m掘削されていた広大な教会跡地はたちまちよどんだ水溜りとなり、建設作業を遅らせた。政府の命令で宮殿建設工事は最重要事業となり、DS と呼ばれる建築用鉄材など専門の建材が開発され、建設のための鉄道支線も作られた。1939年には、円柱形状である基礎地上部のかなりの部分（高さ約27.5m、10階建ての建造物に匹敵）が出来上がっていた。
第二次世界大戦期、1941年のバルバロッサ作戦に始まる独ソ戦によりモスクワへのドイツ軍の攻撃が始まり、建設作業は停止された。途中まで組みあがった鉄骨は、モスクワ周囲への要塞線建設や鉄道橋建設のために供出するべく解体され、以後基礎建設工事は再開されないままだった。
戦中もイオファンらは設計の手直しを続け、戦後には戦勝記念の要素も取り入れた改訂案を出した。1940年代末まで建設計画は残っており、スターリン・ゴシックの超高層建築を設計した他の建築家らも、完成予想図にソビエト宮殿の遠景を書き込んでいる。しかしイオファンの新案が実際に建設されることはなかった。1953年のヨシフ・スターリン死後、ニキータ・フルシチョフやゲオルギー・マレンコフはついに計画を白紙に戻した。唯一完成していた豪華な地下鉄駅はクロポトキンスカヤ駅と改名された。大きな空き地となっていた建設用地は、1958年からの工事により宮殿基礎を使った公共野外温水プールとなった。このプールは直径129.5mもある世界最大級の野外温水プールとして、厳冬に悩まされるモスクワ市民に長年親しまれた。参考画像
ソビエト連邦の崩壊後、大聖堂の再建機運が高まり、温水プールは閉鎖された。1995年1月7日に巨費を投じて宮殿基礎やプール施設の撤去と大聖堂再建が始まり、2000年8月19日（主の顕栄祭）に元通りの姿がよみがえっている。

## 『ソビエト宮殿』を扱った作品

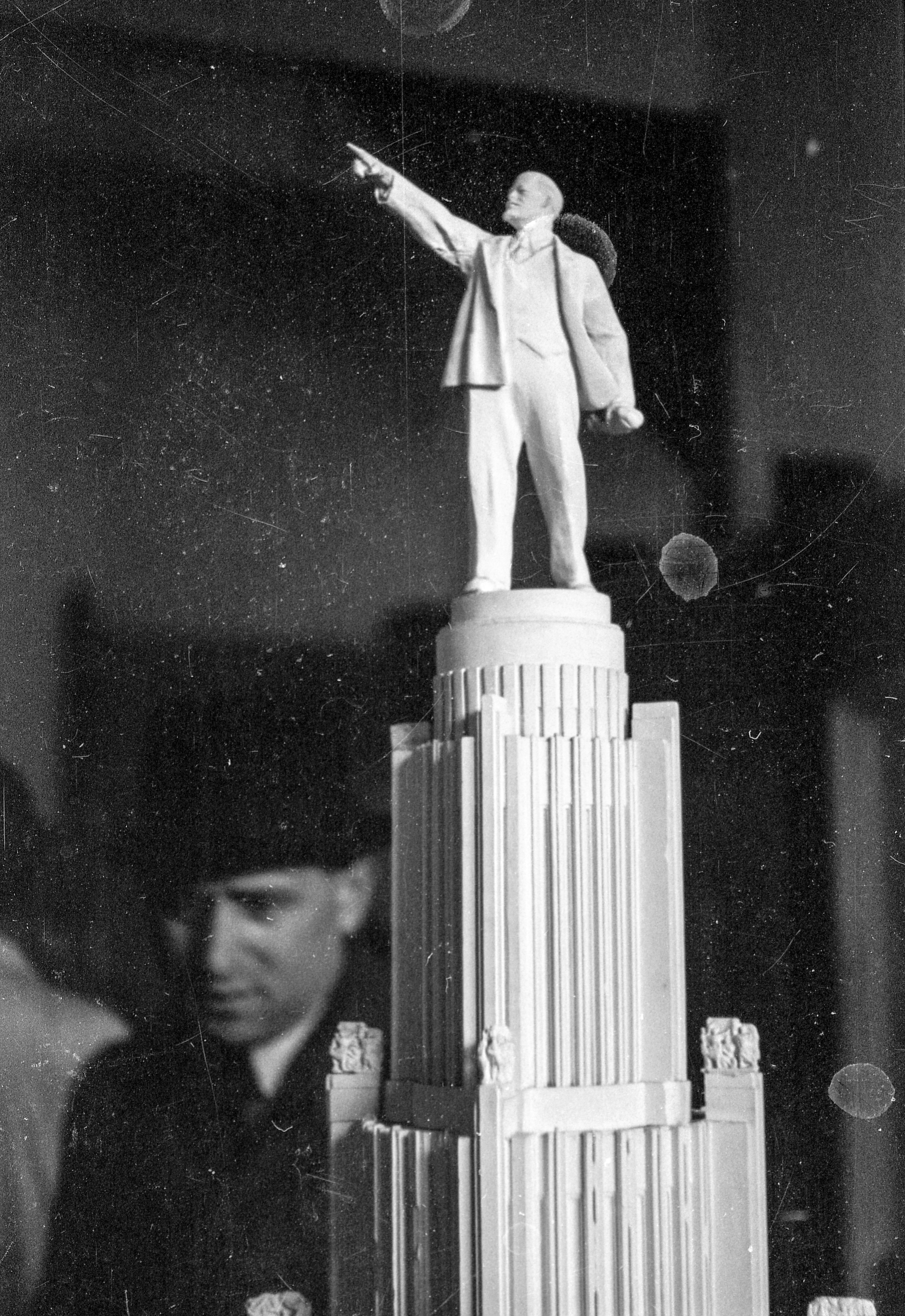
ブダペストで1949年に展示されていたソビエト宮殿の模型

### 映像作品
- ドキュメンタリー『失われた世界の謎」シリーズ 第32回『スターリンの都市改造』（ヒストリー・チャンネル）
- ドキュメンタリー『謎のアンダーワールド2』シリーズ 第19回『モスクワ』（ヒストリー・チャンネル）
- ドキュメンタリー映画『Palace of the Soviets - the unfinished soviet skyscraper』（旧ソビエト）
- ドキュメンタリー映画『Palace of Soviet』（旧ソビエト）
- ドキュメンタリー・ネット動画『Moscow's Unrealised plans 1930-1950 - YouTube』（2012年1月16日、作：Nigel Fowler Sutton）
- ドキュメンタリー・ネット動画『The Palace of the Soviets - A brief History - YouTube』（2012年1月23日、作：Nigel Fowler Sutton）
- ドキュメンタリー・ネット動画『Palace of the Soviets Video - YouTube』（2018年2月23日、作：S.H. Lee）

### ゲーム作品
- Workers & Resources: Soviet Republic（2019年3月15日、3Division） -  旧ソビエト時代都市計画設計・建設・運営シミュレータ。ソビエト宮殿も建設・運営可能。公式HP

### アニメ作品
- 幼女戦記 - 独ソ開戦をモチーフとした劇場版において、ソビエト宮殿をモデルとした「人民宮殿」が登場。劇中では転生者の主人公率いる部隊に立地しているルーシー連邦首都モスコーが強襲され、「この世界ではこれが完成しているのか」と言われた後即座に破壊された。なお、頂上に位置する像を主人公は「クソの塊」と言った後に爆砕した。

## 関連文献
- 鈴木佑也『ソヴィエト宮殿 建設計画の誕生から頓挫まで』水声社、2021年